# ول گونتر
ول گونتر (نام علمی: Microtus guentheri) نام یک گونه از خانواده همسترهای دم‌کوتاه است.